# Distretto di Huacrachuco
Il distretto di Huacrachuco è uno dei tre distretti della provincia di Marañón, in Perù. Si trova nella regione di Huánuco e si estende su una superficie di 704.63  chilometri quadrati.